# Pseudognaphalium sonorae
Pseudognaphalium sonorae là một loài thực vật có hoa trong họ Cúc. Loài này được (I.M.Johnst.) Anderb. miêu tả khoa học đầu tiên năm 1991.